# Hanne Goossens
Hanne Goossens (* 9. Oktober 1992 in Löwen) ist eine belgische Schachspielerin.
In Belgien spielt sie für den Geelse SK. In Deutschland spielt sie in der Damenmannschaft des DJK Aufwärts St. Josef Aachen 1920 und in der französischen Liga National 2 Feminines für den Club d’Echecs de Fourmies.

## Erfolge
Die belgische Einzelmeisterschaft der Frauen konnte sie viermal gewinnen: 2009 in Namur-Saint-Servais, 2015 in Schelle, 2016 in Bütgenbach und 2018 in Charleroi-Roux.
Für die belgische Frauennationalmannschaft spielte sie bei vier Schacholympiaden: 2012 in Istanbul am dritten Brett sowie 2014 in Tromsø, 2016 in Baku und 2018 in Batumi am Spitzenbrett. Sie nahm ebenfalls an vier Mannschaftseuropameisterschaften der Frauen teil: 2013 in Warschau am zweiten Brett sowie 2015 in Reykjavík, 2017 in Limenas Chersonisou und 2019 in Batumi am Spitzenbrett.
Seit September 2018 trägt Hanne Goossens den Titel Internationaler Meister der Frauen (WIM). Die Normen hierfür erzielte sie im Februar 2015 in der A-Gruppe des 6. Pfalz Opens in Neustadt an der Weinstraße, im April 2015 beim internationalen Turnier in Fagernes (mit Übererfüllung), bei der Mannschaftseuropameisterschaft 2017 sowie bei der belgischen Einzelmeisterschaft 2018.
Mit ihrer höchsten Elo-Zahl von 2230 im März 2018 lag sie hinter Anna Zozulia auf dem zweiten Platz der belgischen Elo-Rangliste der Frauen.